# Archives départementales de l'Orne
La direction des Archives et des biens culturels l'Orne est un service du conseil départemental de l'Orne. Elles se situent à Alençon. Ce service regroupe les « archives départementales de l'Orne » et le « Conservatoire des antiquités et objets d'art de l'Orne ». Les archives départementales accueillent la SHAO.

## Historique

### Les directeurs des Archives départementales
- Louis Duval
- Max Fazy
- René Jouanne
- -1969- : Philippe Siguret
- 1969-1979 : Jean Gourhand
- 1979-1990 : Elisabeth Gautier-Desvaux
- 1990-1992 : Louis Le Roch-Morgère
- 1992-1995 : Louis Bergès
- depuis 1996 : Jean-Pascal Foucher.

## Fonds numérisés
- registres paroissiaux
- état civil

## Conservatoire des antiquités et objets d'art de l'Orne
Ce service est actuellement dirigé par Servanne Desmoulins-Hémery. Il gère notamment le Musée départemental d'art religieux de Sées.

## Les actions

### En faveur du patrimoine
- Le 1er forum du patrimoine, qui s'est tenu les 4 et 5 novembre 2011, à l'hôtel du département, au profit des associations de sauvegarde du patrimoine. Les intervenants étaient le Conseil général de l'Orne, la Fondation du Patrimoine, le Parc naturel régional du Perche, l'inventaire général de la région Basse-Normandie, le comité français du Bouclier bleu, l'Écomusée du Perche, Maisons paysannes de France, Demeure historique, la SHAO, les Amis du Perche, etc.[1]
- Le 2e forum du patrimoine, qui se tiendra les 22 et 23 mars 2013, à l'hôtel du département, au profit des associations de sauvegarde du patrimoine. Le fil conducteur des conférences sera "L'ouverture des églises à la visite"[2].

## Pour approfondir